# Новокаховський коледж Таврійського державного агротехнологічного університету
Відокремлений структурний підрозділ "Новокаховський фаховий коледж Таврійського державного агротехнологічного університету імені Дмитра Моторного" — навчальний заклад, структурний підрозділ Таврійського державного агротехнологічного університету імені Дмитра Моторного, який розташований у Херсонській області. Заснований на загальнодержавній формі власності. Коледж спеціалізується на підготовці молодших спеціалістів з обслуговування сільськогосподарської техніки, фахівців у сфері енергетики, гідромеліорації, економіки, фінансів, інформаційних технологій і в інших галузях.
Рівень акредитації - І. Ліцензія - АЕ № 527454 від 13.07.2014 року.

## Історія
Навчальний заклад був заснований згідно з наказом №572 Міністерства сільського господарства Української РСР від 22 липня 1953 року в місті Херсон та іменувався Херсонським технікумом механізації сільського господарства.
На підставі наказу №572 Міністерства сільського господарства Української РСР від 10 серпня 1957 року, Херсонський технікум механізації сільського господарства був об'єднаний з Херсонським технікумом бухгалтерського обліку і переведений в Нову Каховку.
Наказом №196 Міністерства сільського господарства Української РСР від 3 травня 1962 року технікум перейменований в Новокаховський технікум гідромеліорації, механізації і електрифікації сільського господарства.
У 1961 році почалося навчання іноземних студентів. Це були перші 120 студентів з острова свободи — Куби. За період з 1961 до 1992 року технікум підготував 1480 фахівців з 42 країн Азії, Африки і Латинської Америки.
Технікум був відомий у СРСРі за кордоном. Для обміну досвідом студенти з Чехословаччини і Угорщини приїжджали на практику в Новокаховський технікум, а студенти Новокаховського технікуму їздили до них.
У 1972 році технікум переїхав в нову будівлю, яку займає і зараз. У центрі міста височіють світлі сучасні споруди навчальних корпусів коледжу, де одночасно можуть навчатися понад 1000 студентів.
Наказом №178 Міністерства сільського господарства Української РСР від 22 червня 1993 року технікум перейменований в Новокаховський агротехнічний коледж. Навчальний заклад віднесений до вищих навчальних закладів, що обумовлено необхідністю готувати не механічного виконавця, а фахівця, здатного самостійно працювати на землі, розбиратися в складних питаннях правових і ринкових відносин в умовах реформування аграрного сектору України.
Детальний аналіз потреби фахівців-аграріїв у Херсонській області і всього Південного регіону показав необхідність відкриття нових перспективних спеціальностей: землевпорядкування, правознавство, організація виробництва, економіка підприємства, обслуговування інтелектуальних інтегрованих систем, фінанси і кредит.
З 2005 року Новокаховський агротехнічний коледж увійшов у структуру Таврійського державного агротехнологічного університету змінивши назву на ВСП «Новокаховський коледж Таврійського державного агротехнологічного університету». Після закінчення коледжу студенти мають можливість вступити на III курс навчання в університет за спеціальностями «Енергетика сільськогосподарського виробництва» і «Механізація сільського господарства».
Ліцензований обсяг за денною формою - 390 осіб. Ліцензований обсяг за заочною формою - 85 осіб.

### Російське вторгнення в Україну(2022)
В перший день Російського вторгнення в Україну Навчальний заклад захопили російські війська, жоден працівник коледжу не погодився працювати з російською окупаційною владою.

## Відзнаки
Коледж з 2001 року є постійним учасником міжнародних виставок «Сучасна освіта в Україні», «АГРО», «Інноватика в освіті України». Нагороджений трьома бронзовими медалями за впровадження інноваційних технологій навчання, свідоцтвами і дипломами.
У 2006 і 2008 роках коледж отримав Почесне звання «Лідер сучасної освіти», нагороду Міністерства освіти і науки України «Флагман освіти і науки України 2009», диплом лауреата в номінації «Інноватика у вищій освіті 2009».
За вагомий внесок у розвиток аграрної освіти України, плідну працю викладачів і студентів ВСП «Новокаховський коледж Таврійського ДАТУ» був нагороджений золотою медаллю XXII Міжнародної виставки-ярмарку «АГРО-2010» і нагородами і дипломами департаменту освіти Міністерства аграрної політики.
З метою сприяння поширенню інформаційних технологій в освітній процес в ДУ «НМЦ «Агроосвіта» у 2017 році був проведений конкурс на кращий вебсайт серед аграрних вищих навчальних закладів І-ІІ рівнів акредитації. Сайт коледжу зайняв перше місце в номінації «Сучасний дизайн та інформативне наповнення сайту»

## Адміністрація
- Директори — Гребінчак Олександр Ілліч (з 2020)[6], Іванов Геннадій Іванович[7][8].
- Заступники директора:
  - з навчальної роботи — Назарова Лариса Григорівна[6];
  - з виховної роботи — Вітовщик Олена Анатоліївна[6];
  - з адміністративно-господарської роботи — Моцьо Андрій Іванович[6].

## Відділення

### Відділення підприємництва, менеджменту та інформаційних технологій
Завідувач відділення — Рочняк Ольга Вікторіна - викладач вищої категорії, старший викладач.
Здійснює підготовку фахових молодших бакалаврів, молодших спеціалістів з таких спеціальностей: "Підприємництво, торгівля та біржова діяльність", "Менеджмент", "Фінанси, банківська справа та страхування", "Автоматизація та комп'ютерно-інтегровані технології".

### Відділення механізації та енергетики
Завідувач відділення — Гребінчак Олександр Ілліч - викладач вищої категорії, інженер-механік.
Здійснює підготовку молодших спеціалістів з таких спеціальностей: "Агроінженерія", "Електроенергетика, електротехніка та електромеханіка", "Будівництво та цивільна інженерія".

### Відділення правознавства та землевпорядкування
Завідувач відділення — Вітовщик Олена Анатоліївна - викладач вищої категорії, кваліфікація: юрист.
Здійснює підготовку молодших спеціалістів з таких спеціальностей: "Право", "Геодезія та землеустрій".

### Заочне відділення
Завідувач відділення — Гайбура Тетяна Андріївна - викладач вищої категорії, старший викладач вчений агроном-економіст.
Здійснює підготовку молодших спеціалістів з таких спеціальностей: "Агроінженерія", "Електроенергетика, електротехніка та електромеханіка", "Будівництво та цивільна інженерія", "Право", "Геодезія та землеустрій", "Підприємництво, торгівля та біржова діяльність", "Менеджмент".

## Спеціальності

### 193 "Геодезія та землеустрій"
Кваліфікація фахівця: "Технік-землевпорядник".
Технік–землевпорядник готується для роботи в сільських, селищних Радах, районних, обласних відділах земельних ресурсів; може працювати в сфері земельного кадастру і в проектно-пошукових роботах, в агропромислових об'єднаннях, державних науково-дослідних проектних інститутах по землевпорядкуванню і його філіях, філіях інституту сільськогосподарських агрофотогеодезичних вишукувань, в сфері контролю за використанням і охороною земель, в госпрозрахункових, підрядних і орендних колективах, кооперативах на посаді спеціаліста, керівника і виконавця робіт.
Термін навчання :
- на основі базової загальної середньої освіти (9 класів) – 3 роки, 10 місяців;
- на основі повної загальної середньої освіти (11 класів) – 2 роки, 10 місяців.

Фахівець може займати первинні посади:
- техніка-землевпорядника;
- техніка-топографа, виконувати геодезичні роботи;
- техніка-дешифровщика;
- техніка-кресляра, техніка по обчислюванню площ.

За період навчання студенти одержують робітничі професії:
- Кресляр-оформлювач;
- Оператор комп’ютерного набору.

Випускники коледжу мають можливість продовжити навчання у вищих навчальних закладах, з якими укладені угоди про співпрацю:
- Херсонський державний аграрний університет;
- Харківський державний аграрний університет ім. В.В.Докучаєва;
- Одеський державний аграрний університет;
- Київський національний аграрний університет;
- Національний університет біоресурсів і природокористування України (м. Київ).

### 192 "Будівництво та цивільна інженерія"
Кваліфікація фахівця: "Технік-будівельник".
Термін навчання :
- на основі базової загальної середньої освіти (9 класів) – 3 роки, 10 місяців;
- на основі повної загальної середньої освіти (11 класів) – 2 роки, 10 місяців.

Освітньо-професійні програми підготовки включають дисципліни циклів загальноосвітньої, гуманітарної, фундаментальної підготовки, а також професійного й практичного циклу, серед них: метрологія і стандартизація, інженерне креслення, будівельні конструкції, механіка, матеріалознавство, техніка, основи розрахунку будівельних конструкцій, охорона праці, санітарно-технічне обладнання будівель, інженерна геодезія, економіка будівництва, основи систем автоматизованого проектування.
Технік будівельник підготовлений до таких видів діяльності:
- загальне та цивільне будівництво;
- будівництво;
- будівництво підприємств енергетики, добувної і обробної промисловості;
- монтаж і встановлення збірних конструкцій;
- монтаж крокв і настилів покрівель та гідроізоляційні роботи, улаштування покрівель, залізобетонні роботи, цегляна і кам’яна кладка;
- монтаж металевих конструкцій;
- інші види будівельних робіт.

Фахівець може займати первинні посади:
- Технік-геодезист;
- Технік-доглядач;
- Технік з підготовки виробництва;
- Технік-проектувальник.

За період навчання студенти одержують робітничу професію:
- Бетоняр;

Випускники коледжу мають можливість продовжити навчання у вищих навчальних закладах, з якими укладені угоди про співпрацю:
- Київський міжнародний університет (III курс за напрямом "Будівництво");
- Інші ВНЗ України.

### 076 "Підприємництво, торгівля та біржова діяльність"
Кваліфікація фахівця: "Молодший спеціаліст з економіки підприємства".
Термін навчання :
- на основі базової загальної середньої освіти (9 класів) – 2 роки, 10 місяців;
- на основі повної загальної середньої освіти (11 класів) – 1 рік, 10 місяців.

Молодший спеціаліст з підприємництва, торгівлі та біржової діяльності здатний ефективно працювати в органах державного управління, на промислових та комерційних підприємствах, сферах торгівлі, провідних українських та іноземних компаніях, інвестиційно-консалтингових фірмах в сфері підприємництва та успішно започаткувати власну справу. Це фахівці, підготовлені для здійснення, комерційної, управлінської, консультативної та брокерської діяльності у сфері ринкових відносин.
Студенти отримують сучасні знання з бізнес-планування, ефективного продажу, електронної комерції, торгівлі на платформах фондових, валютних і товарних бірж, логістики підприємства.
Фахівці можуть займати первинні посади:
- директор малої торговельної фірми;
- керівник магазину;
- комерсант;
- завідувач торговельного залу;
- адміністратор;
- економіст (з різних видів діяльності);
- комерційний агент;
- агент з торгівлі;
- агент з нерухомості;
- агент зі страхування;
- бухгалтер;
- логіст;
- фахівець з біржової торгівлі( брокер, дилер);
- фахівець із біржових операцій (аукціоніст, ліцитатор);
- торговельний брокер (маклер);
- менеджер з продажу;
- менеджер у сфері послуг;
- мерчендайзер;
- інспектор з цін;
- ревізор з виробничо-технічних та економічних питань;
- обліковець;
- касир.

За період навчання студенти одержують робітничі професії:
- Офісний службовець (на базі 1С: Бухгалтерія 8.2);
- Контролер-касир (на базі 1С: Управління торгівлею 8.2).

Випускники мають можливість продовжити навчання за скороченим терміном у наступних ВНЗ:
- Таврійський державний агротехнологічний університет;
- Національний університет біоресурсів і природокористування м.Київ;
- Одеський національний економічний університет;
- Одеській національний політехнічний університет;
- Одеська національна академія харчових технологій;
- Полтавська державнааграрна академія;
- Львівський національний аграрний університет;
- Харківський державний університет харчування і торгівлі;
- Полтавський університет споживчої кооперації України;
- Дніпропетровський Університет економіки та права м. Дніпро;
- Херсонський національний технічний університет;
- Миколаївський державний аграрний університет;
- Херсонський державний аграрний університет
- Інші ВНЗ України.

### 208 "Агроінженерія"
Кваліфікація фахівця: "Технік-механік".
Термін навчання :
- на основі базової загальної середньої освіти (9 класів) – 3 роки, 10 місяців;
- на основі повної загальної середньої освіти (11 класів) – 2 роки, 10 місяців.

Технік-механік готується для організаційно-управлінської та виробничо-технічної діяльності, пов’язаної з експлуатацією, обслуговуванням, ремонтом та зберіганням сільськогосподарської техніки та обладнання.
Сучасна база для проведення теоретичних та практичних занять укомплектована необхідним обладнанням і приладами.
В навчально-виробничих майстернях майбутні спеціалісти навчаються мистецтву холодної і гарячої обробки металів, токарній і зварювальній справі.
На старших курсах тут осягають майстерність ремонту і обкатки дизельних і карбюраторних двигунів, а також силових передач тракторів і автомобілів.
Фахівець може займати первинні посади:
- завідувач двору (машинного);
- керуючий дільницею (сільськогосподарською);
- завідувач майстерні;
- механік дільниці;
- механік цеху;
- майстер з експлуатації та ремонту машин і механізмів;
- механік;
- механік автомобільної колони (гаража);
- механік виробництва;
- технік з механізації трудомістких процесів;
- інспектор з охорони праці;
- наладчик сільськогосподарських машин і тракторів;
- слюсар з паливної апаратури;
- слюсар з ремонту автомобілів;
- слюсар з ремонту сільськогосподарських машин і устаткування.

За період навчання студенти одержують робітничі професії:
- Слюсар з ремонту сільськогосподарських машин та устаткування
- Тракторист-машиніст сільськогосподарського виробництва (керування машинами)
- Водій транспортних засобів категорії В, С.

Випускники коледжу мають можливість продовжити навчання у вищих навчальних закладах, з якими укладені угоди про співпрацю:
- Таврійський державний агротехнологічний університет (м. Мелітополь)
- Інші ВНЗ України.

### 141 "Електроенергетика, електротехніка та електромеханіка"
Кваліфікація фахівця: "Технік-електрик".
Термін навчання:
- на основі базової загальної середньої освіти (9 класів) – 3 роки, 10 місяців;
- на основі повної загальної середньої освіти (11 класів) – 2 роки, 10 місяців.

Технік – електрик підготовлений для роботи в господарствах, підприємствах і організаціях, госпрозрахункових, підрядних, орендних колективах, як спеціаліст, керівник (організатор) і виконавець технологічних операцій з монтажу та технічному обслуговуванню електроустановок, ремонту, монтажу і наладці засобів автоматизації в сільськогосподарському і промисловому виробництві, енергопостачальних організаціях.
Фахівець може займати первинні посади:
- технік-електрик;
- електрик дільниці;
- електрик цеху;
- електродиспетчер;
- електромеханік;
- електромеханік дільниці;
- лаборант електромеханічних випробувань і вимірювань;
- електромонтажник-налагоджувальник;
- електромонтер з ремонту та обслуговування електроустаткування;
- електромонтер з обслуговування підстанцій;
- електромонтажник силових мереж та устаткування;
- електромонтер з ремонту апаратури, релейного захисту, автоматики;
- майстер по комплексній механізації;
- майстер з ремонту приладів і апаратів;
- майстер по виконанню робіт з ремонту та налагодження енергетичного обладнання.

За період навчання студенти одержують робітничі професії:
- Електромонтер
- Водій категорії В

Випускники коледжу мають можливість продовжити навчання у вищих навчальних закладах, з якими укладені угоди про співпрацю:
- Таврійський державний агротехнологічний університет (м. Мелітополь).
- Інші ВНЗ України.

### 072 "Фінанси, банківська справа та страхування"
Кваліфікація фахівця: "Операціоніст з фінансів і кредиту".
Термін навчання:
- на основі базової загальної середньої освіти (9 класів) – 2 роки, 10 місяців;
- на основі повної загальної середньої освіти (11 класів) – 1 рік, 10 місяців.

Сучасний банк – це особливий світ фінансових потоків, інформаційних технологій, фінансової інформації, ділових взаємовідносин з клієнтами.
В коледжі здійснюється підготовка молодших спеціалістів до роботи у банківській системі, фінансових управліннях; державних податкових органах, органах системи соціального захисту населення, сфері оподаткування,страхових компаніях, на підприємствах і організаціях різних форм власності, біржових установах, органах митної служби.
Фінансист ключова фігура у кожній фірмі в будь-якій галузі бізнесу, тому що він управляє фінансовими ресурсами.
Фахівець може займати посади:
- фінансист;
- бухгалтер;
- бухгалтер-ревізор;
- молодший державний інспектор;
- страховий агент;
- операціоністом з фінансів і кредиту;
- спеціаліст кредитних відділів комерційних банків;
- кредитний інспектор;
- інспектор обмінного пункту;
- страховий агент;
- брокер (посередник) з цінних паперів;
- дилер (продавець) з цінних паперів;
- митний інспектор;
- контролер-оператор;
- контролер-касир;
- касир.

За період навчання студенти одержують робітничі професії:
- Офісний службовець (на базі 1С:Бухгалтерія 8.2)
- Контролер-касир (на базі 1С: Управління торгівлею 8.2)

Випускники мають можливість продовжити навчання за скороченим терміном у таких ВНЗ:
- Таврійський державний агротехнологічний університет;
- Національний університет біоресурсів і природокористування м.Київ;
- Київський національний економічний університет ім. В.Гетьмана м.Київ;
- Університет банківської справи національного банку України;
- Київський національний торгово-економічний університет;
- Львівський національний аграрний університет;
- Одеський національний економічний університет.

### 073 "Менеджмент"
Кваліфікація фахівця: "Помічник керівника виробничого підрозділу".
Термін навчання:
- на основі базової загальної середньої освіти (9 класів) – 3 роки, 5 місяців;
- на основі повної загальної середньої освіти (11 класів) – 2 роки, 5 місяців.

Менеджер - це професійний керівник, людина, яка вміє планувати, організовувати, координувати та контролювати певні процеси на підприємстві. який відповідає за ефективну роботу цілого підприємства, окремого підрозділу або певного напряму діяльності підприємства, здійснює контроль, приймає рішення й організує діяльність.
Менеджер – управлінець в усіх галузях економіки, здатний займатись різними видами діяльності, в тому числі і започатковувати власну справу.
Коледж готує фахівців спрямованих на організаційно-управлінську діяльність в підрозділах та підприємствах усіх галузей виробництва усіх форм власності, державні структури управління,оптову та роздрібну торгівлю, страхові компанії, консалтингові фірми, банківські та фінансові структури, сферу обслуговування, приватне підприємництво.
Фахівці можуть займати первинні посади:
- директор малої фірми;
- помічник керівника підприємства;
- керівник виробничого підрозділу;
- адміністратор;
- менеджер з постачання;
- менеджер з продажу;
- менеджер по закупкам;
- диспетчер виробництва;
- агент рекламний;
- агент з постачання;
- інспектор з кадрів;
- діловод;
- касир.

За період навчання студенти одержують робітничі професії:
- Офісний службовець (на базі 1С:Бухгалтерія 8.2)
- Агент з постачання (на базі 1С:Управління торгівлею 8.2)

Випускники мають можливість продовжити навчання за скороченим терміном у наступних ВНЗ:
- Таврійський державний агротехнологічний університет;
- Національний університет біоресурсів і природокористування м.Київ;
- Харківський державний університет харчування та торгівлі;
- Одеській регіональний інститут державного управління;
- Одеський національний економічний університет;
- Херсонський національний технічний університет;
- Миколаївський державний аграрний університет;
- Херсонський державний аграрний університет.

### 151 "Автоматизація та комп'ютерно-інтегровані технології"
Кваліфікація фахівця: "Фахівець з інформаційних технологій".
Термін навчання:
- на основі базової загальної середньої освіти (9 класів) – 3 роки, 10 місяців;
- на основі повної загальної середньої освіти (11 класів) – 2 роки, 10 місяців.

Коледж готує фахівців для роботи в галузі автоматизації, у промислових підприємствах, агропромислових фірмах, банківських установах, комп’ютерних центрах та проектних організацій.
Випускники спеціальності можуть працювати на підприємствах в різних галузях управлінської, економічної та технічної діяльності.
Діяльність фахівця з інформаційних технологій пов’язана із забезпеченням безперебійної роботи комп'ютерної техніки, локальної мережі, програмного забезпечення в офісах, великих компаніях. Він відповідає за мережеву безпеку, роботу комп'ютерів і комп'ютерних програм.
Фахівець може займати первинні посади:
- фахівець з інформаційних технологій;
- технік із системного адміністрування;
- технік-програміст;
- фахівець з розробки та тестування програмного забезпечення;
- технік-оператор електронного устаткування;
- технік обчислювального (інформаційно-обчислювального) центру;
- технік з автоматизації виробничих процесів;
- технік з експлуатації та ремонту устаткування;
- технік з підготовки виробництва.

За період навчання студенти одержують робітничі професії:
- Технік-програміст;
- Електромеханік з ремонту та обслуговування устаткування інформаційних систем;
- Оператор комп’ютерного набору.

Випускники мають можливість продовжити навчання за скороченим терміном у ВНЗ:
- Таврійський державний агротехнологічний університет;
- Харківський національний університет радіоелектроніки;
- Національний технічний університет «Київський політехнічний інститут»;
- Одеський національний політехнічний університет;
- Чорноморський державний університет ім. Петра Могили (м. Миколаїв);
- Національний університет кораблебудування ім. адмірала Макарова (м. Миколаїв);
- Херсонський національний технічний університет.

### 081 "Право"
Кваліфікація фахівця: "Молодший спеціаліст з права".
Термін навчання:
- на основі базової загальної середньої освіти (9 класів) – 3 роки, 10 місяців;
- на основі повної загальної середньої освіти (11 класів) – 2 роки, 10 місяців.

Коледж готує фахівців-юристів, діяльність яких спрямована на правове забезпечення роботи підприємств, установ, організацій різних форм власності, органів державної влади, суду, прокуратури, митниці, поліції, а також на захист прав та інтересів громадян.
Фахівець може займати посади:
- фахівець з питань зайнятості;
- помічник судді;
- юрисконсульт;
- архіваріус;
- інспектор з кадрів;
- секретар правління підприємств кооперативного і корпоративного типів;
- секретар судового засідання;
- секретар суду;
- секретар судової колегії;
- державний виконавець;
- судовий розпорядник.

За період навчання студенти одержують робітничу професію:
- Секретар керівника підприємства (організації, установи).

Випускники коледжу мають можливість продовжити навчання у вищих навчальних юридичних закладах таких, як:
- Національний юридичний університет ім. Я. Мудрого (м. Харків)
- Національний університет біоресурсів і природокористування України (м. Київ)
- Національний університет «Одеська юридична академія»
- Університет державної фіскальної служби України ( м. Ірпінь)
- Херсонський державний університет.

## Структура навчання
Підготовку фахівців в коледжі пов'язаних з одержанням вищої освіти за 9 спеціальностями ОКР "Молодший спеціаліст" забезпечують такі навчальні підрозділи:
- 4 відділення;
- 8 циклових комісій: економічних дисциплін, юридичних дисциплін, агроінженерних дисциплін, електроенергетичних дисциплін, дисциплін землеустрою, дисциплін інформаційних технологій, соціально-гуманітарних дисциплін та фізичного виховання, фундаментальних та загальнотехнічних дисциплін;
- навчально-практичний центр.

Всього у підготовці фахівців освітнього рівня "молодший спеціаліст" беруть участь 60 штатних педагогічних працівника, з яких 1 кандидат технічних наук, доцент.
Педагогічний персонал тісно працює з цикловими комісіями коледжу за такими напрямками:
- навчальна діяльність та його науково-методичне забезпечення;
- профорієнтаційна та виховна робота;
- практична підготовка студентів.

## Вартість навчання
| № п/п | Спеціальність                                              | Денна форма |
| ----- | ---------------------------------------------------------- | ----------- |
| 1     | 193 "Геодезія та землеустрій"                              | 13000 грн.  |
| 2     | 192 "Будівництво та цивільна інженерія"                    | 13000 грн.  |
| 3     | 076 "Підприємництво, торгівля та біржова діяльність"       | 13000грн.   |
| 4     | 208 "Агроінженерія"                                        | 13000 грн.  |
| 5     | 141 "Електроенергетика, електротехніка та електромеханіка" | 13000грн.   |
| 6     | 072 "Фінанси, банківська справа та страхування"            | -           |
| 7     | 073 "Менеджмент"                                           | 13000 грн.  |
| 8     | 151 "Автоматизація та комп'ютерно-інтегровані технології"  | 13000 грн.  |
| 9     | 081 "Право"                                                | 13000 грн.  |

## Навчально-виробничий комплекс
Навчально-виробничий комплекс — база для якісної практичної підготовки майбутніх фахівців, що дозволяє забезпечити робочими місцями навчальних і виробничих практик згідно з навчальними планами та програмами студентів спеціальностей "Агроінженерія", "Електроенергетика, електротехніка та електромеханіка", "Будівництво та цивільна інженерія", "Автоматизація та комп'ютерно-інтегровані технології", "Геодезія та землеустрій".
Склад НВК:
- навчально-виробничі майстерні;
- навчально-дослідне господарство (загальною площею 740 га);
- навчально-виробничий машино-тракторний парк, який нараховує 63 одиниці автотранспорту, у тому числі: 27 автомобілів, 30 тракторів, 6 комбайнів;
- машинний двір з 97 найменуваннями сільськогосподарських машин і знарядь;
- навчальні полігони;
- ангари та приміщення для зберігання техніки (площею 3000 кв.м.).

Основним на майстерні є механічний цех. Згідно технологічного процесу всі роботи починаються з дільниці розбирання, миття, дефектування і комплектації двигунів. Наступним етапом ремонту є ремонт складових частин двигуна: шліфування шийок колінчастих валів, розточка і хонінгування блоків циліндрів, ремонт головок блоків, притирання клапанів.
Окрім того, функціонує дільниця по діагностиці та ремонту паливної апаратури тракторів та автомобілів, а також ремонту сільськогосподарської техніки. Загалом, на базі майстерень студенти мають змогу ознайомитися з 38 ремонтними операціями. Лабораторії дозволяють вивчати роботу пристроїв, технічні характеристики, принципи роботи, регулюванням, обслуговуванням устаткування, машин, механізмів, вузлів, агрегатів.
Також до складу механічного цеху входять токарна, слюсарна та ковальсько-зварювальна дільниці. Токарну дільницю обладнано 5 токарними верстатами, стругальним, фрезерним та вертикально-свердлильним верстатами. Слюсарну дільницю укомплектовано 5 верстатами, деревообробним та заточним верстатами і 2 вертикально-свердлильними верстатами. Ковальсько-зварювальна дільниця обладнана 2 ковальськими горнами та 5 зварювальними кабінками, в навчальному процесі використовується пневматичний молот, газове та напівавтоматичне зварювання.
Важливими об’єктами проведення досліджень є лабораторії гідравліки, водопостачання та водовідведення, сільськогосподарської меліорації та меліоративних машин.

## Навчально-практичний центр
Відповідно до наказу Міністерства АПК від 5 жовтня 1998 р. № 289 м. Київ "Про створення навчально-практичних центрів з практичної підготовки спеціалістів та перепідготовки працівників агропромислового комплексу" НПЦ розпочав свою діяльність з 01.10.1999р.
Суть діяльності навчально-практичного центра: формування належної навчально-матеріальної бази для проходження практики студентами з певної спеціальності і за складеним графіком, організовується її проходження студентами з інших навчальних закладів відповідної спеціальності.
Завдання навчально-практичного центру:
1. Забезпечення проведення навчальних практик з спеціальних дисциплін.
2. Відпрацювання окремих елементів технологічних і переддипломних практик.
3. Проведення короткотермінових курсів підвищення кваліфікації, стажування викладачів і майстрів виробничого навчання, а також спеціалістів виробництва.
4. Проведення практичної підготовки фермерів регіону.
5. Пропаганда /рекламування/ передових технологій і сучасної техніки для широкого впровадження в виробництво.[9]

### Матеріально-технічне забезпечення
Матеріальна база для підготовки фахівців технічних спеціальностей складається з 114 кабінетів, 58 лабораторій, 63 одиниць автотранспорту, у тому числі: 27 автомобілів, 30 тракторів, 6 комбайнів, 7 учбових полігонів і учбово-дослідницького господарства загальною площею 740 га.
Лабораторії дозволяють студентам ознайомитися з будовою, технічними характеристиками, принципом роботи, регулюваннями, обслуговуванням устаткування, машин, механізмів, вузлів, агрегатів.
Навчально-виробничі майстерні коледжу забезпечують проведення практик для студентів спеціальності Агроінженерія, в ході яких вони здобувають навички з ремонту дизельних і карбюраторних двигунів, технічного обслуговування, діагностики тракторів і автомобілів, а також проводять ремонт сільгосптехніки.
Всі види практик проводяться в спеціалізованих лабораторіях, які оснащені відповідними робочими місцями, де студенти проводять наладку, монтаж, пробний пуск лічильника, проводять розрахунки електроустаткування, вивчають різноманітні несправності і методи їх усунення. Керівники практик шляхом імітації створюють несприятливі або аварійні ситуації, які частіше за все зустрічаються в сільськогосподарському виробництві при експлуатації електроустаткування.
На базі коледжу в 2000 році, за узгодженням з міським виконавчим комітетом, почав роботу студентський інформаційно-консультаційний центр з правових питань «Гаряча лінія», в якому студенти-правознавці надають юридичну допомогу соціально незахищеним верствам населення. За період його роботи більше 3000 осіб звернулися по допомогу. Можливість отримання практичних навичків студентами є основною задачею створення центру.

### Структура управління НПЦ
- Завідувач НПЦ — Гордецька Марія Леонідівна;
- Системний адміністратор;
- Системний програміст;
- Інженер програміст;
- Секретар-диспетчер;
- Лаборант.

## Бібліотека
Завдання бібліотеки: задоволення інформаційних потреб, пов’язаних з навчальною та дослідницькою діяльністю студентів і викладачів. У бібліотеці діє систематизована картотека газетно-журнальних статей. Працівники бібліотеки постійно відслідковують своєчасне отримання періодичних видань. Читальна зала оснащена комп'ютером для пошуку та замовлення необхідних видань в електронному каталозі. Читачі мають можливість роботи за письмовим столом. У залі вільний доступ WI-FI. З багатьма матеріалами можна працювати виключно в читальній залі (фахові журнали, газети, енциклопедії).
У бібліотеці діє систематизована картотека газетно-журнальних статей. У 2017 році було передплачено 40 періодичних видань. У читальній залі бібліотеки постійно діє виставка нових надходжень періодичних видань. Списки передплаченої періодики були надані завідувачам відділень, розміщені на дошці об’яв в учбовій частині та в інформаційному куточку «Бібліовісник» в холі коледжу.
За період роботи з вересня 2016 по травень 2017 роки бібліотека підготувала понад 80 заходів культурно–масової роботи, присвячених різноманітним питанням громадського і культурного життя Української держави і світу, видатним явищам української і світової культури, питанням патріотизму, духовності, етики і моралі. Це – книжкові виставки, тематичні полиці, бесіди, літературні години, бібліотечні уроки та інше.

## Гімн Коледжу
Єднає всіх нас колір барвінковий,
Тепло серпанків, простір віковий
І хвиля пишная, краса дніпрова,
Пшениці запашної степовій.
Коледж – зірковая скарбниця,
Багато знань в дорогу нам дає.
І вогник у серцях – у нас іскриться,
Цілющий скарб натхнення додає.
Ми всі разом одне живе сплетіння,
Одна сім’я – єдиний колектив.
Студент і викладач у поколіннях
Звучить роками творчості мотив.
У вирій ми спокійно відлітаєм.
Граніт науки – міцність у знаннях.
Всі труднощі в житті ми подолаєм
І коледж наш прославимо в піснях.
Нам шле Господь свої благословіння
У сяйві сонця, крапельках роси.
Ми всі разом – одне живе коріння,
І коледж в нашім серці назавжди.
Автори:      Потапова Н. О.
Шеремет О. В.
Хахалєва А. Е.
Виконавці: Литовченко В. А.
Хахалєва А. Е. 